# Reiden
Reiden är en ort och kommun i distriktet Willisau i kantonen Luzern, Schweiz. Kommunen har 7 492 invånare (2023).
Den 1 januari 2006 utökades kommunen med de tidigare kommunerna Langnau bei Reiden och Richenthal.